# The New Pollution (singel)
The New Pollution – trzeci singel z albumu polskiego zespołu Futro pt. Futro. Utwór jest coverem Becka. Powstał do niego teledysk.

## Lista utworów
1. The New Pollution
2. Would Be Easier – Easy Envee Remix
3. Wojny gwiezdne – Star of 77 Remix
4. Teledysk do utworu Wyspy